# Joon
Joon（ジュン）は、過去に存在したフランスの格安航空会社。

## 概要
2017年12月1日、エールフランスの子会社（系列）として「Joon」という名前の格安航空会社（LCC）が設立された。航空管制で使用されるコールサインは「JOON」で、会社名をそのまま使用していた。エールフランスと同様に、パリのドゴール空港がハブであった。
「Joon」という言葉は、フランス語で「Jeune (若い)」という意味から来ている。そのため、この航空会社も、飛行機を利用する若者向けの航空会社であった。
格安航空会社として、値段の安い路線運航に力を入れたが、思うように利益が伸びず、2019年6月27日に、Joonは親会社のエールフランスに吸収された（統合が決定したのは同年1月）。わずか1年半で営業終了となった。

## 運航路線
当初Joonは、ヨーロッパ内での路線のみを運航していたが、2018年夏スケジュールからは長距離便も運航し始めた。
Joon 就航都市一覧（空港名は省略）
- フォルタレザ
- プラハ
- カイロ
- ベルリン
- ブダペスト
- ムンバイ
- テヘラン
- ローマ
- ベルゲン
- オスロ
- リスボン
- ポルト
- フィリップスバーグ
- ケープタウン
- バルセロナ
- マドリード
- ストックホルム
- マンチェスター

## 運航していた機材
リスト
- エアバスA320-200
- エアバスA321-200
- エアバスA340-300

エアバスA350の運航も計画したが、導入前にエールフランスと合併したため、幻となった。
画像

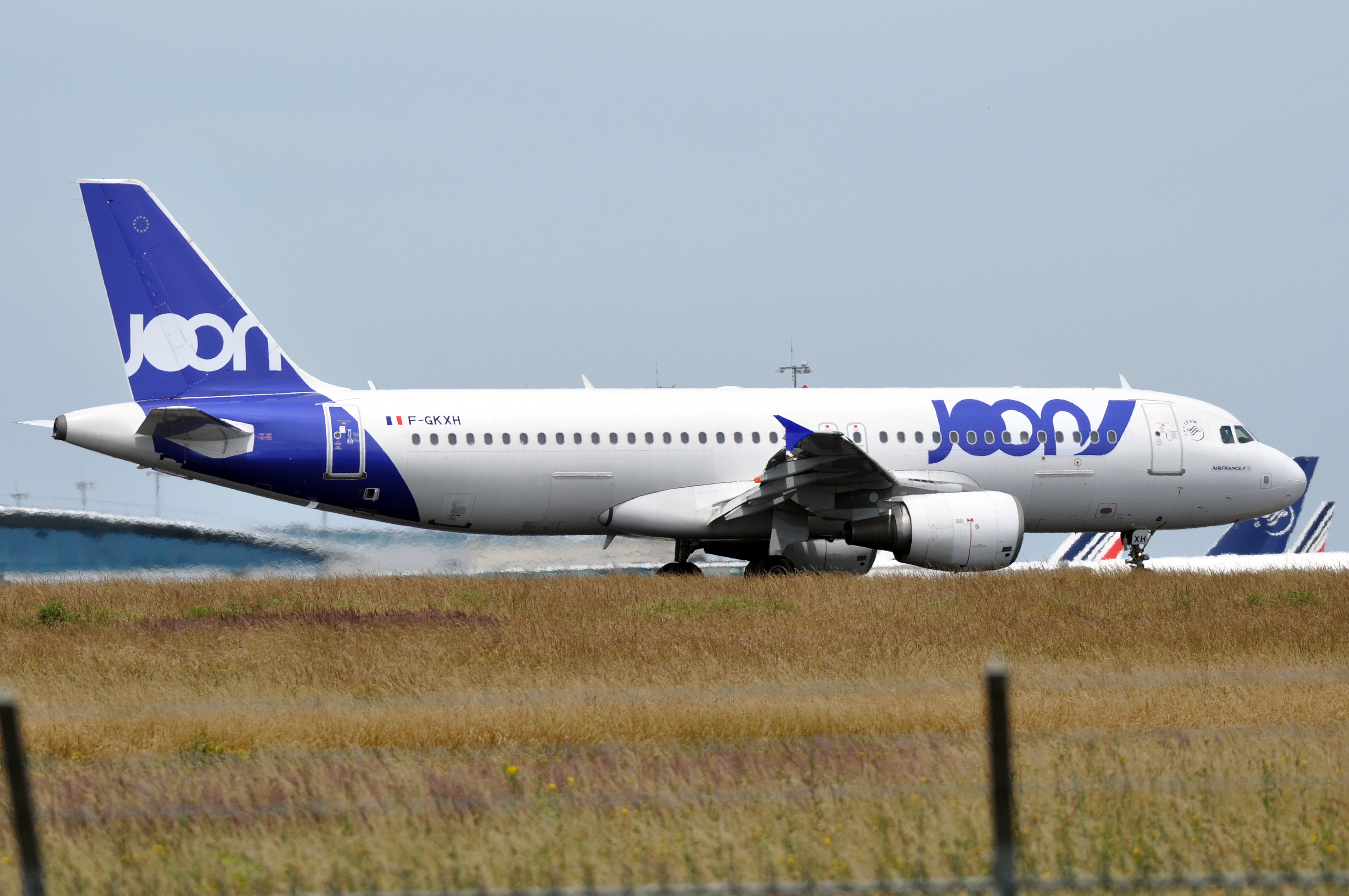
エアバスA320-200
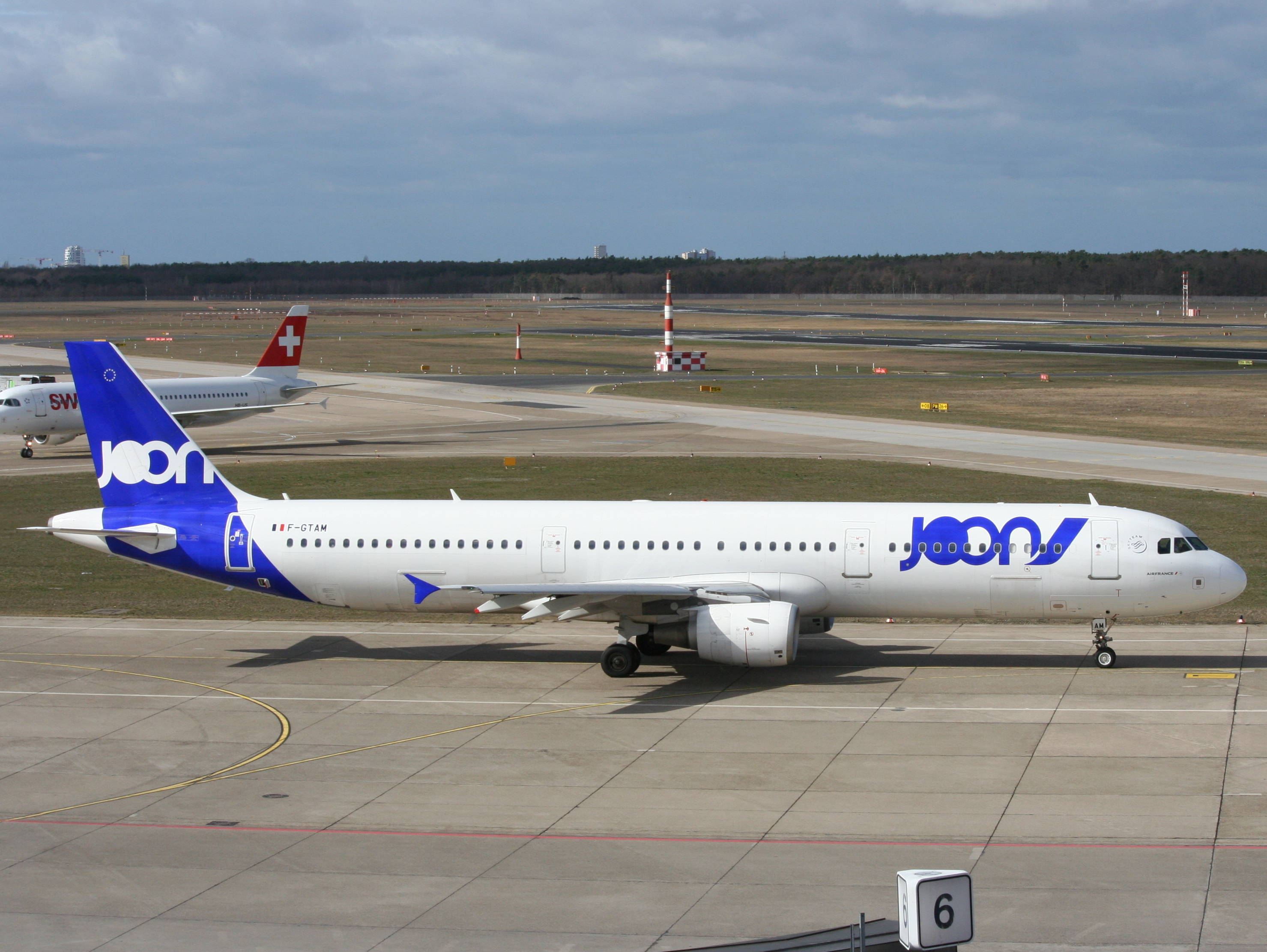
エアバスA321-200
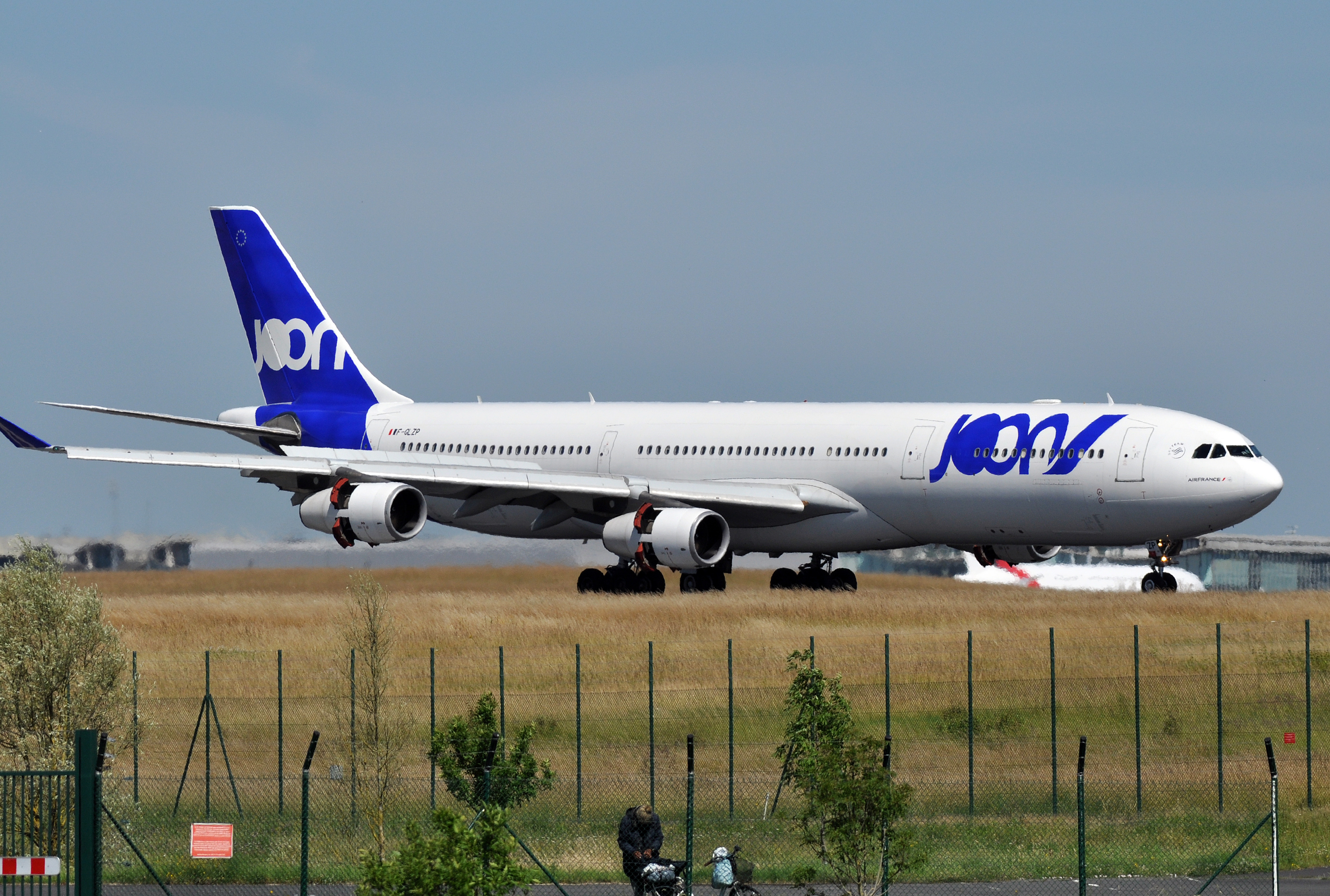
エアバスA340-300